# Olenellidae
|  | Dieser Artikel wurde aufgrund von formalen oder inhaltlichen Mängeln in der Qualitätssicherung Biologie im Abschnitt „Paläontologie“ zur Verbesserung eingetragen. Dies geschieht, um die Qualität der Biologie-Artikel auf ein akzeptables Niveau zu bringen. Bitte hilf mit, diesen Artikel zu verbessern! Artikel, die nicht signifikant verbessert werden, können gegebenenfalls gelöscht werden. Lies dazu auch die näheren Informationen in den Mindestanforderungen an Biologie-Artikel. Begründung: Vollprogramm, hier fehlt fast alles. Der Artikel basiert offenbar auf zwei nur auf eine Fundstelle bezogenen Websites für Fossiliensammler oder Paläontologie-Touristen, die angegebene Literatur (Bruce S. Lieberman, 1999) mit zahlreichen weiterführenden Literaturangaben wurde wohl nicht gelesen |

Die Olenellidae oder auch Olenelliden sind eine Familie ausgestorbener Trilobiten, deren Lebensraum sich auf die flachen Küstenmeere des ehemaligen Kontinents Laurentia im heutigen Nordamerika beschränkte. Sie werden anhand ihrer Merkmale der Typusart Olenellus zugeordnet, die von dem US-amerikanischen Paläontologen James Hall im Jahr 1862 zuerst beschrieben wurde. Die fossilen Überreste der Spezies der Olenellidae werden ausschließlich in Nordamerika in Gesteinen gefunden, deren Alter auf 521 bis 510 Millionen Jahre geschätzt wird und die aufgrund ihrer Häufigkeit zu den Leitfossilien für die zur dritten Stufe der zweiten Serie des Kambriums gehörenden Gesteinsschichten in Nordamerika zählen. Bei den Olenellidae handelt es sich um sehr altertümliche Formen, die zu den ältesten erhaltenen Exemplaren der Trilobiten zählen.

## Fossillagerstätte

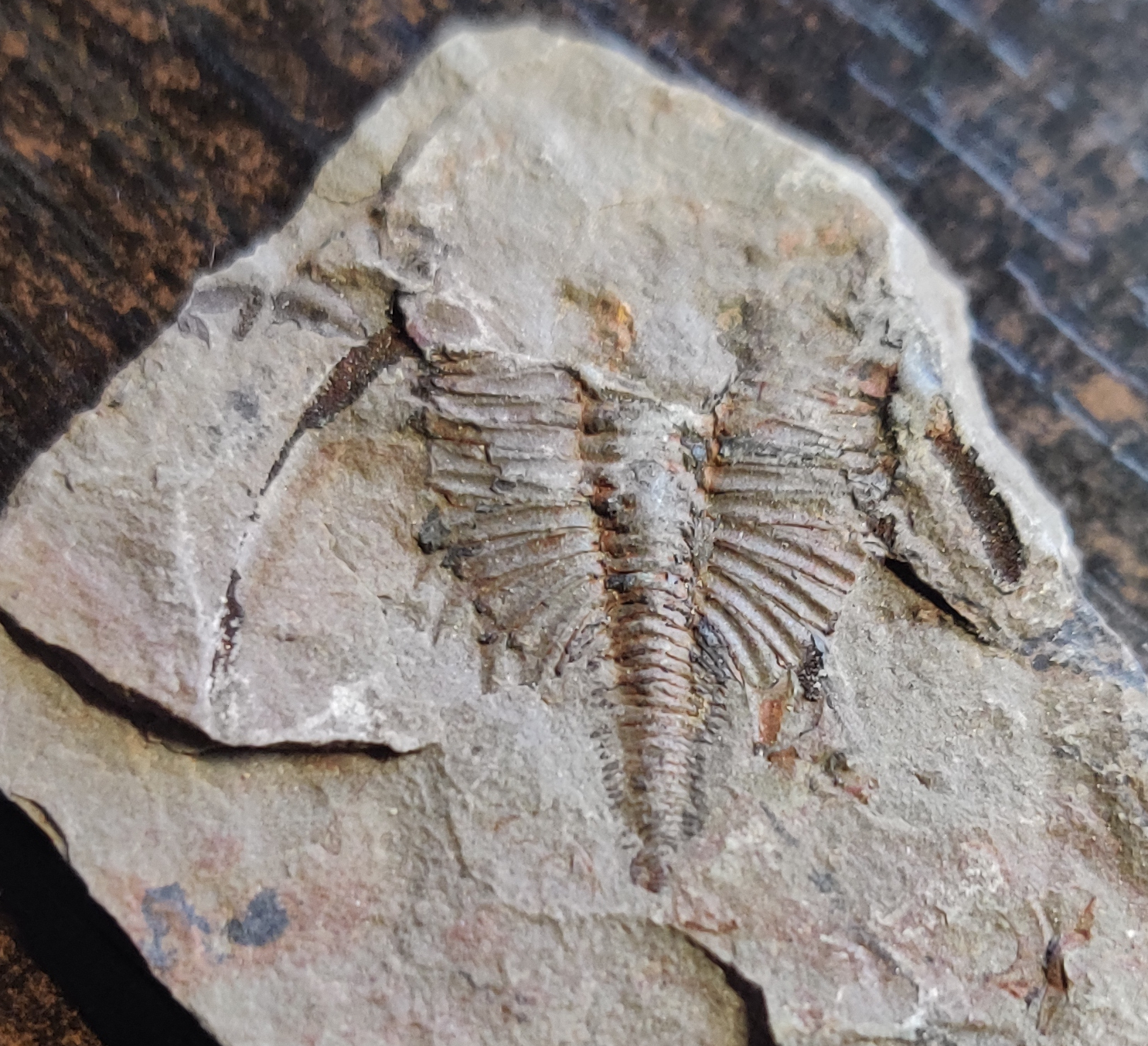
Nephrolenellus geniculatus, Mittelsektion und Schwanz. (Oak Springs Trilobite Area, Nevada)

Trilobiten der Olenellidae lassen sich leicht in der Nähe des Oak Springs Summit etwa 25 Kilometer westlich der Gemeinde Caliente im US-Bundesstaat Nevada finden. (Oak Springs Trilobite Area) Dort lassen sich die Fossilien der folgenden Trilobitenarten finden:
- Olenellus fowleri
- Bolbolenellus brevispinus
- Olenellus terminatus
- Olenellus chiefensis
- Olenellus gilberti
- Nephrolenellus geniculatus